# Втора българска легия
Втората българска легия е доброволческа формация, която се обучава в Белград през 1867-1868 година за повдигане на освободително въстание на българите в Османската империя.
По подобие на първата пет години по-рано, втората легия влиза в плановете на сръбския княз Михаил Обренович за обща война на балканските християни срещу империята. В контекста на преговорите с част от българската емиграция за създаване на сръбско-българска държава, през есента на 1867 сръбските власти свикват доброволци за планираното въстание в България. В продължение на няколко месеца около 200 българи се обучават на военно дело от офицери от белградската Артилерийска школа. Сътрудничеството се насърчава дипломатически и финансово от Русия, която се стреми да възстанови влиянието си на Балканите след поражението си в Кримската война. Натискът на останалите Велики сили (Франция, Австро-Унгария и Англия) обаче и падането на Илия Гарашанин от власт водят до промяна в сръбската политика и отказ от военни приготовления. Това и недоволството на доброволците от сръбските претенции за западните български земи водят до разпускане на легията през април 1868 година. Повечето от легионерите преминават от Сърбия в Румъния, където формират ядрото на четата на Хаджи Димитър и Стефан Караджа. Други като Васил Левски се отказват от четническата тактика и от уповаването на чужда помощ, и се заемат с изграждането на революционна организация в България.